# کارخانه شراب‌سازی آرارات ایروان
کارخانه شراب‌سازی آرارات ایروان (انگلیسی: Yerevan Ararat Wine Factory) به صورت رسمی کارخانه برندی-شراب-وودکاسازی ایروان (انگلیسی: Yerevan Ararat Brandy-Wine-Vodka Factory) به صورت مختصر Noy یک شرکت تولید نوشیدنی‌های الکلی در شهر ایروان پایتخت ارمنستان می‌باشد. مالک کنونی آن گروه هُلدینگ گاگیک تساروکیان می‌باشد.
این کارخانه در سال ۱۸۷۷ میلادی در دوران فرمانروایی امپراتوری روسیه بنا نهاده شده‌است و در ساحل چپ رود هرازدان در مرکز ایروان واقع شده‌است و محدوده‌ای از قلعه ایروان را اشغال نموده‌است.
شرکت برندی ایروان که معمولاً با نام تجاری معروف “ArArAt” شناخته می‌شود، پیشروترین شرکت ارمنستان در زمینه تولید کنیاک است. در سال ۱۹۹۹ دولت ارمنستان استقلال‌یافته، این کارخانه را به شرکت فرانسوی پرنود ریکارد (PernodRicard company) فروخت. انواع محصولات کنیاک این شرکت با عنوان ArArAt برچسب خورده و تبلیغ می شود. این شرکت همچنین “موزه و فروشگاه میراث آرارات” را در محدوده کارخانه برای تورهای عمومی برنامه‌ریزی می‌کند.علائم تجاری شرکت Brandy ایروان در ۴۷ کشور جهان ثبت شده است. در حال حاضر محصولات این شرکت به بیش از ۲۵ کشور از جمله روسیه، اوکراین و بلاروس صادر می‌شود. بازار روسیه حدود ۸۵٪ صادرات شرکت را به خود اختصاص داده است..

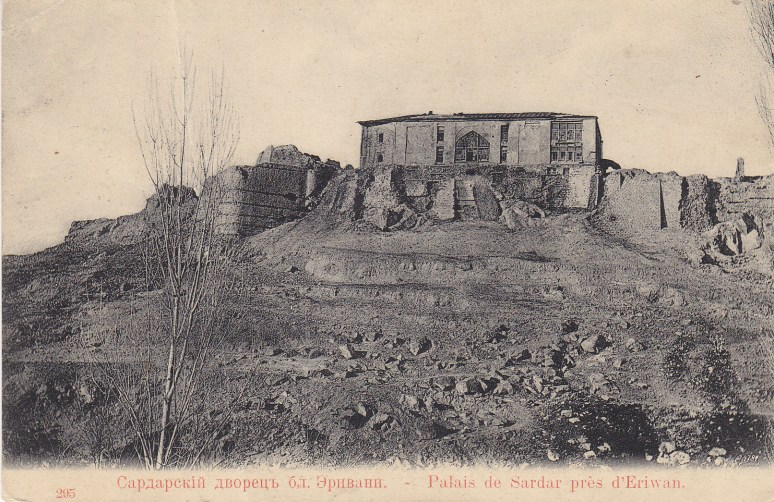
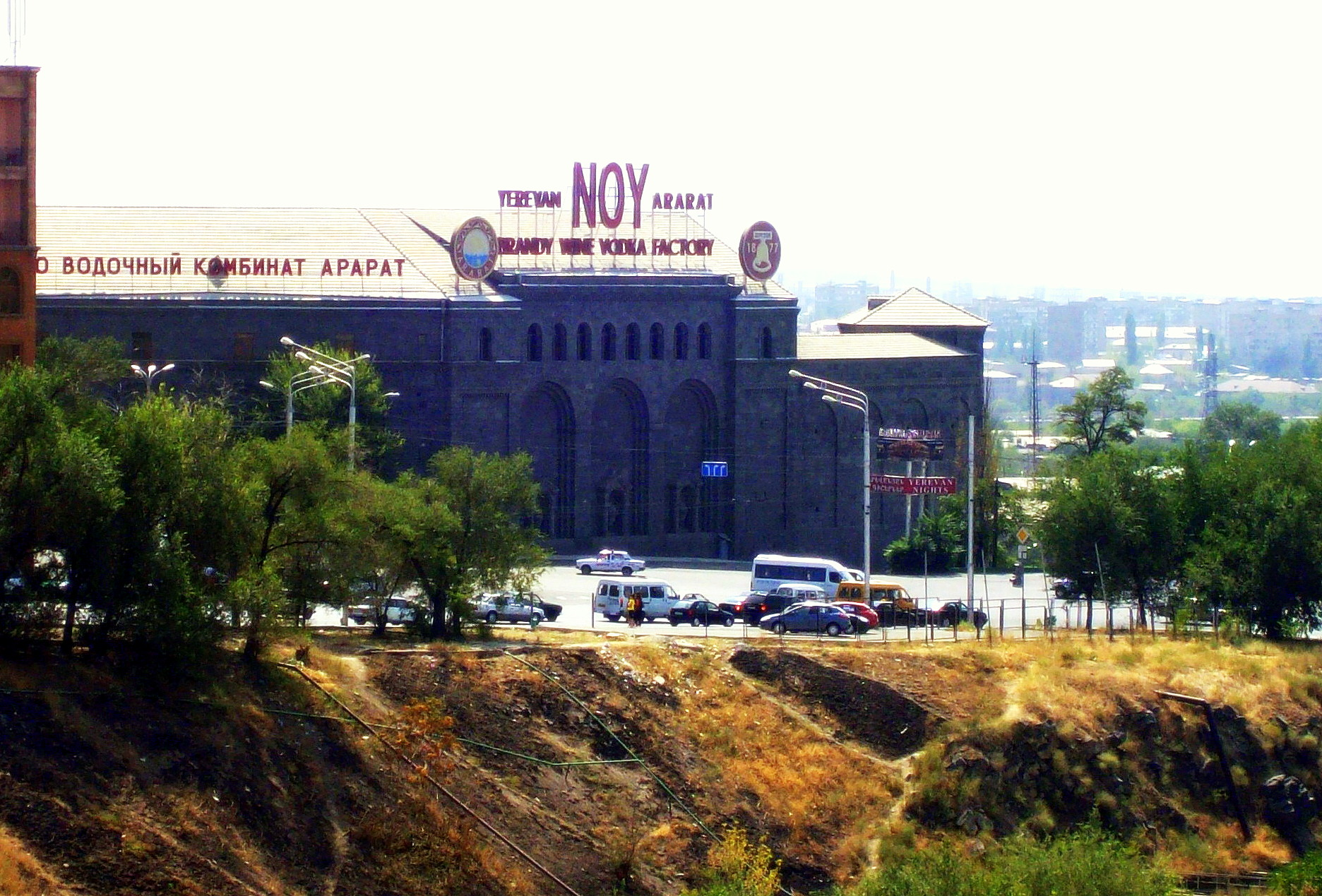
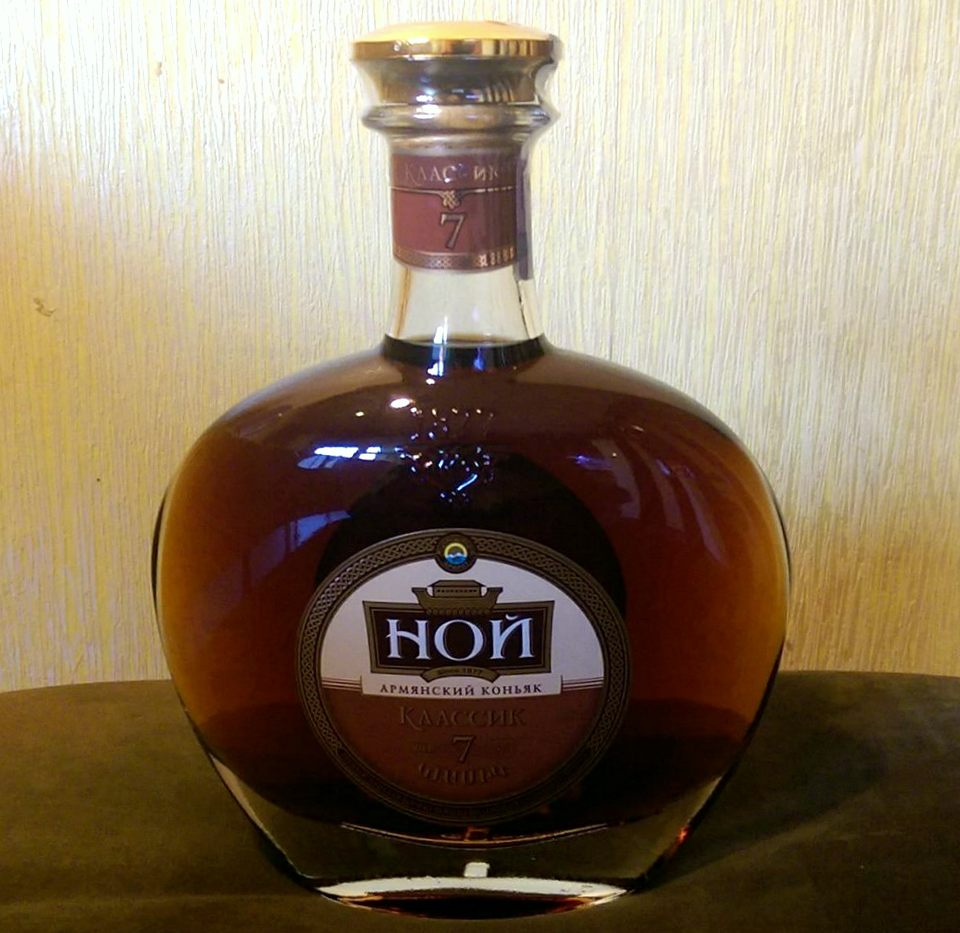